# Xie Limei
Xie Limei, född 27 juli 1986, är en kinesisk friidrottare som tävlar i tresteg.
Xies genombrott kom när hon blev silvermedaljör vid VM för juniorer 2004 då hon hoppade 13,77 meter. Hon blev asiatisk mästare 2005 efter att ha hoppat 14,38. Hon var i final vid VM 2007 där hon blev åtta efter ett hopp på 14,50 meter. Vid Olympiska sommarspelen 2008 blev hon tolva efter att ha hoppat 14,09 meter.

## Personliga rekord
- Tresteg - 14,90 meter